# Saidate
Saidate (franska: Saidate (CR), Saidate (Commune Rurale), arabiska: اولاد مومنة) är en kommun i Marocko.   Den ligger i provinsen Chichaoua och regionen Marrakech-Safi, i den centrala delen av landet, 300 km sydväst om huvudstaden Rabat. Antalet invånare är 6 533.